# Сергиевка 2-я (Липецкая область)
Сергиевка 2-я — деревня Жерновского сельского поселения Долгоруковского района Липецкой области.

## География
Деревня 2-я Сергеевка находится в восточной части Долгоруковского района, в 14 км к востоку от села Долгоруково. Располагается на берегах небольшого ручья Дегтярка.

## Название
Законом Липецкой области от 11 ноября 2015 года № 463-ОЗ 2-я СергЕевка переименована в СергИевку 2-ю.

## История
Сергиевка возникла не позднее 1-й половины XIX века. Впервые упоминается в «Списке населённых мест Орловской губернии» 1866 года как владельческое сельцо «Сергиевское» на ручье Теплинке, в ней 19 дворов и 272 жителя.
В начале XX века сергиевцы состояли в приходе Покровской церкви села Жерновное.
В 1928 году деревня вошла в состав Долгоруковского района Елецкого округа Центрально-Чернозёмной области. После разделения ЦЧО в 1934 году Долгоруковский район вошёл в состав Воронежской, в 1935 — Курской, в 1939 году — Орловской области, а с 6 января 1954 года в составе вновь образованной Липецкой области.

## Население
| 2010 |
| ---- |
| 57   |

В 1866 году в сельце «Сергиевское» 19 дворов и 272 жителя.
По переписи населения 1926 года в Сергиевке 76 дворов, 1823 жителя.

## Инфраструктура
Личное подсобное хозяйство.

## Транспорт
Через Сергиевку проходит шоссе, связывающее районный центр Долгоруково с Задонском. Пассажирское сообщение осуществляется автобусом, курсирующим по маршруту Долгоруково — Долгуша.
Грунтовой дорогой Сергиевка связана с деревней Тёпленькая Первая, с которой составляет фактически единый населённый пункт.